# 花山院長熙
花山院 長熙（かさんのいん ながひろ）は、江戸時代中期の公卿。右大臣・花山院常雅の子。官位は正二位・権大納言、右近衛大将。花山院家28代当主。

## 経歴
初名は兼済。元文5年（1740年）叙爵。以降、侍従・左近衛権少将を経て、寛延2年（1749年）従三位となり、公卿に列する。
その後、左近衛中将・権中納言・踏歌節会外弁・右兵衛督・左兵衛督を経て、宝暦3年（1753年）に権大納言となる。さらに宝暦10年（1760年）には正二位となり、明和5年（1768年）より右近衛大将・右馬寮御監に任じられたが、翌年に病となり、朝廷への出仕をやめた。同年のうちに薨去。享年34。

## 系譜
- 父：花山院常雅
- 母：鷹司輔信娘
- 妻：不詳
- 養子
  - 男子：花山院愛徳 - 中山栄親の次男